# Eucyclogobius newberryi
 Eucyclogobius newberryi és una espècie de peix de la família dels gòbids i de l'ordre dels perciformes.

## Morfologia
- Els mascles poden assolir 5,7 cm de longitud total.[1][2]

## Reproducció
És ovípar i els mascles construeixen caus de nidificació.

## Alimentació
Menja principalment crustacis, larves de dípters, gastròpodes i ous d'invertebrats.

## Depredadors
Als Estats Units és depredat per Xenopus laevis.

## Hàbitat
És un peix de clima subtropical i demersal.

## Distribució geogràfica
Es troba al Pacífic oriental: Califòrnia.

## Observacions
És inofensiu per als humans.